# Тёплое (озеро, Уфа)
Тёплое (баш. Эҫе күл) — пруд-охладитель Уфимской ТЭЦ-2, которое располагается в черте города Уфы в жилом районе Инорс. Является излюбленным местом летнего отдыха среди жителей района.
Благодаря промышленным теплообменникам Уфимской ТЭЦ-2, вода в озере не замерзает круглый год. Вода проточная — это важный фактор. Проток впадает в реку Уфа, а далее в реку Белая.
Летом на озере Тёплое функционирует официальный пляж, есть кафе, деревянные лежаки и зонтики от солнца, раздевалки и душевые кабинки.
Так как вода в озере зимой не замерзает, некоторые перелётные птицы зимуют на озере Тёплом вместо перелётов на юг.

## Галерея

Утки на Тёплом озере
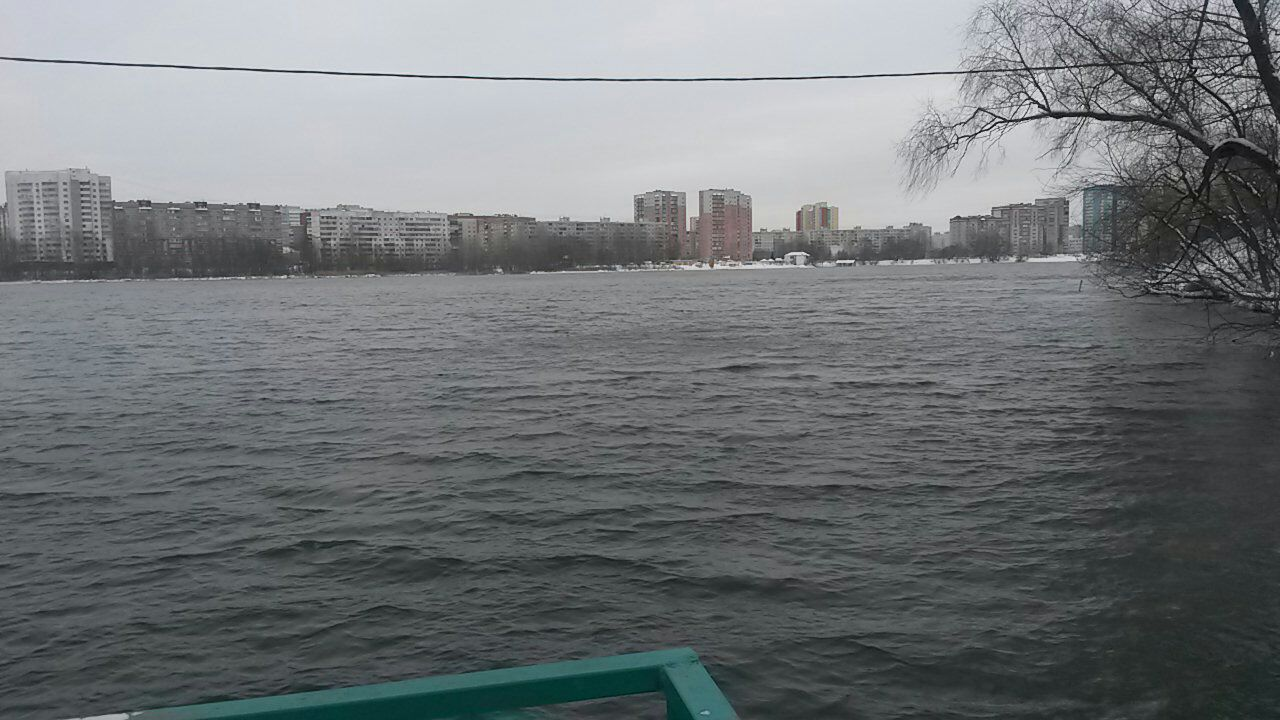
Вид на микрорайон Инорс-7
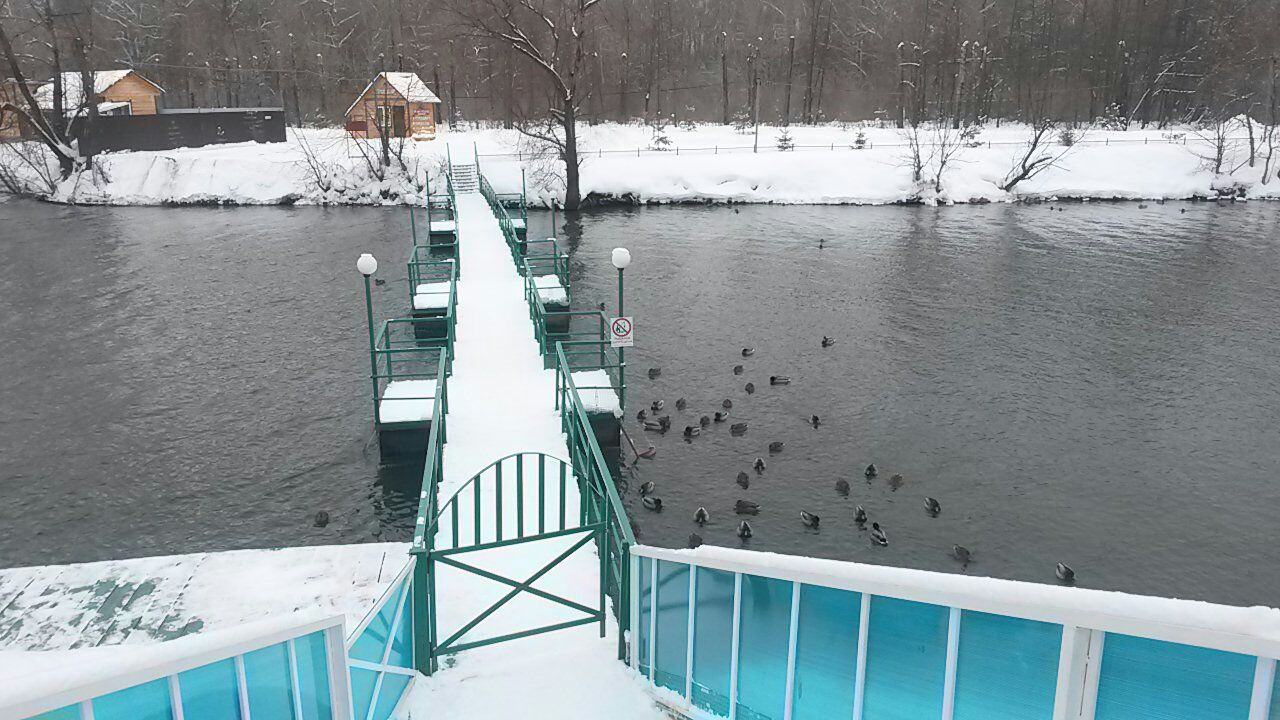
Место кормления уток